# 23030 Jimkennedy
23030 Jimkennedy este un asteroid din centura principală de asteroizi.

## Descriere
23030 Jimkennedy este un asteroid din centura principală de asteroizi. A fost descoperit pe 4 decembrie 1999 la Fountain Hills (Arizona) de Charles W. Juels. Asteroidul prezintă o orbită caracterizată de o semiaxă mare de 2,96 ua, o excentricitate de 0,12 și o înclinație de 16,0° în raport cu ecliptica.